# Élections parlementaires brésiliennes de 2014
Les Élections parlementaires brésiliennes de 2014 se déroulent le 5 octobre 2014 dans le cadre des élections générales.

## Par parti
Résultats des élections du 5 octobre 2014 du Congrès national du Brésil
| Coalition               | Partis          | Partis                                                                                        | Chambre des députés | Chambre des députés | Chambre des députés | Chambre des députés | Chambre des députés | Sénat fédéral | Sénat fédéral | Sénat fédéral | Sénat fédéral | Sénat fédéral | Sénat fédéral |
| Coalition               | Partis          | Partis                                                                                        | Votes               | %                   | Sièges              | %                   | +/–                 | Votes         | %             | Élus          | Total         | %             | +/–           |
| ----------------------- | --------------- | --------------------------------------------------------------------------------------------- | ------------------- | ------------------- | ------------------- | ------------------- | ------------------- | ------------- | ------------- | ------------- | ------------- | ------------- | ------------- |
| Avec la force du peuple |                 | Parti des travailleurs (Partido dos Trabalhadores, PT)                                        |                     |                     | 70                  | 13,65               | -18                 |               |               | 2             | 13            | 16,05         | -2            |
| Avec la force du peuple |                 | Parti du mouvement démocratique brésilien (Partido do Movimento Democrático Brasileiro, PMDB) |                     |                     | 66                  | 12,87               | -13                 |               |               | 5             | 19            | 23,46         | 0             |
| Avec la force du peuple |                 | Parti social démocratique (Partido Social Democrático, PSD)                                   |                     |                     | 37                  | 7,21                | NV                  |               |               | 2             | 2             | 2,47          | NV            |
| Avec la force du peuple |                 | Parti progressiste (Partido Progressista, PP)                                                 |                     |                     | 36                  | 7,02                | -5                  |               |               | 1             | 5             | 6,17          | +1            |
| Avec la force du peuple |                 | Parti de la République (Partido da República, PR)                                             |                     |                     | 34                  | 6,63                | -7                  |               |               | 1             | 5             | 6,17          | +1            |
| Avec la force du peuple |                 | Parti républicain brésilien (Partido Republicano Brasileiro, PRB)                             |                     |                     | 21                  | 4,09                | +13                 |               |               | 0             | 1             | 1,24          | 0             |
| Avec la force du peuple |                 | Parti démocratique travailliste (Partido Democrático Trabalhista, PDT)                        |                     |                     | 19                  | 3,70                | -9                  |               |               | 4             | 6             | 7,41          | +2            |
| Avec la force du peuple |                 | Parti républicain de l'ordre social (Partido Republicano da Ordem Social, PROS)               |                     |                     | 11                  | 2,14                | NV                  |               |               | 0             | 0             | 0             | NV            |
| Avec la force du peuple |                 | Parti communiste du Brésil (Partido Comunista do Brasil, PCdoB)                               |                     |                     | 10                  | 1,95                | -5                  |               |               | 0             | 1             | 1,24          | -1            |
| Total                   | Total           | '                                                                                             | '                   | '                   | 304                 | 59,26               | +4                  | '             | '             | 15            | 52            | 64,20         | +3            |
| Change, Brésil          |                 | Parti de la social-démocratie brésilienne (Partido da Social Democracia Brasileira, PSDB)     |                     |                     | 54                  | 10,53               | +1                  |               |               | 4             | 10            | 12,35         | -1            |
| Change, Brésil          |                 | Parti travailliste brésilien (Partido Trabalhista Brasileiro, PTB)                            |                     |                     | 25                  | 4,87                | +4                  |               |               | 2             | 3             | 3,7           | -3            |
| Change, Brésil          |                 | Démocrates (Democratas, DEM)                                                                  |                     |                     | 22                  | 4,29                | -21                 |               |               | 3             | 5             | 6,17          | -2            |
| Change, Brésil          |                 | Solidariedade, SD                                                                             |                     |                     | 15                  | 2,92                | NV                  |               |               | 0             | 0             | 0             | NV            |
| Change, Brésil          |                 | Parti travailliste national (Partido Trabalhista Nacional, PTN)                               |                     |                     | 4                   | 0,78                | +4                  |               |               | 0             | 0             | 0             | 0             |
| Change, Brésil          |                 | Parti de la mobilisation nationale (Partido da Mobilização Nacional, PMN)                     |                     |                     | 3                   | 0,59                | -1                  |               |               | 0             | 1             | 1,24          | 0             |
| Change, Brésil          |                 | Parti travailliste chrétien (Partido Trabalhista Cristão, PTC)                                |                     |                     | 2                   | 0,39                | +1                  |               |               | 0             | 0             | 0             | 0             |
| Change, Brésil          |                 | Parti Écologiste National (Partido Ecológico Nacional, PEN)                                   |                     |                     | 2                   | 0,39                | NV                  |               |               | 0             | 0             | 0             | NV            |
| Change, Brésil          |                 | Parti travailliste du Brésil (Partido Trabalhista do Brasil, PTdoB)                           |                     |                     | 1                   | 0,20                | -2                  |               |               | 0             | 0             | 0             | 0             |
| Total                   | Total           | '                                                                                             | '                   | '                   | 128                 | 24,95               | +3                  | '             | '             | 9             | 19            | 23,46         | -6            |
| Unis pour le Brésil     |                 | Parti socialiste brésilien (Partido Socialista Brasileiro, PSB)                               |                     |                     | 35                  | 6,82                | +1                  |               |               | 3             | 7             | 8,64          | +4            |
| Unis pour le Brésil     |                 | Parti populaire socialiste (Partido Popular Socialista, PPS)                                  |                     |                     | 10                  | 1,95                | -2                  |               |               | 0             | 1             | 1,24          | 0             |
| Unis pour le Brésil     |                 | Parti humaniste de solidarité (Partido Humanista da Solidariedade, PHS)                       |                     |                     | 5                   | 0,98                | +3                  |               |               | 0             | 0             | 0             | 0             |
| Unis pour le Brésil     |                 | Parti républicain progressiste (Partido Republicano Progressista, PRP)                        |                     |                     | 3                   | 0,59                | +1                  |               |               | 0             | 0             | 0             | 0             |
| Unis pour le Brésil     |                 | Parti social-libéral (Partido Social Liberal, PSL)                                            |                     |                     | 1                   | 0,20                | 0                   |               |               | 0             | 0             | 0             | 0             |
| Unis pour le Brésil     |                 | Parti Patrie Libre (Partido Pátria Livre, PPL)                                                |                     |                     | 0                   | 0                   | NV                  |               |               | 0             | 0             | 0             | NV            |
| Total                   | Total           | '                                                                                             | '                   | '                   | 54                  | 10,53               | +2                  | '             | '             | 3             | 8             | 9,88          | +4            |
| Sans coalition          |                 | Parti social-chrétien (Partido Social Cristão, PSC)                                           |                     |                     | 12                  | 2,34                | -5                  |               |               | 0             | 1             | 1,24          | 0             |
| Sans coalition          |                 | Parti vert (Partido Verde, PV)                                                                |                     |                     | 8                   | 1,56                | -7                  |               |               | 0             | 0             | 0             | 0             |
| Sans coalition          |                 | Parti socialisme et liberté (Partido Socialismo e Liberdade, PSOL)                            |                     |                     | 5                   | 0,98                | +2                  |               |               | 0             | 1             | 1,24          | -1            |
| Sans coalition          |                 | Parti social-démocrate chrétien (Partido Social Democrata Cristão, PSDC)                      |                     |                     | 2                   | 0,39                | +2                  |               |               | 0             | 0             | 0             | 0             |
| Sans coalition          |                 | Parti rénovateur travailliste brésilien (Partido Renovador Trabalhista Brasileiro, PRTB)      |                     |                     | 1                   | 0,20                | -1                  |               |               | 0             | 0             | 0             | 0             |
| Autres                  | Autres          | Autres                                                                                        |                     |                     | 0                   | 0                   | —                   |               |               | 0             | 0             | 0             | 0             |
| Suffrages Total         | Suffrages Total | Suffrages Total                                                                               | '                   | 100.0               | 513                 | 100.0               | —                   | '             | 100.0         | 27            | 81            | 100.0         | —             |
| Sources: Chambre, Sénat |                 |                                                                                               |                     |                     |                     |                     |                     |               |               |               |               |               |               |